# I Prevail
I Prevail is een Amerikaanse metalcoreband.
De band werd in 2014 opgericht in Southfield, Michigan. Ze brachten hun debuut-ep Heart vs. Mind uit op 26 januari 2015. De band won aan populariteit nadat ze een cover van Taylor Swift hadden geplaatst op YouTube getiteld "Blank Space". De cover is ook opgenomen op Fearless Records' Punk Goes Pop Vol. 6 als een bonusnummer. I Prevail kwam op 21 oktober 2016 met hun debuutalbum, genaamd Lifelines.

## Bezetting
Huidige leden
- Eric Vanlerberghe – scream (2013–heden), zang (2016–heden)
- Steve Menoian – sologitaar (2013–heden), bas (2014–2015, 2017–heden)
- Dylan Bowman – slaggitaar, achtergrondzang (2015–heden)
- Gabe Helguera – drums (2017–heden)

Voormalige leden
- Jordan Berger – slaggitaar, achtergrondzang (2013–2015)
- Tony Camposeo – bas (2014–2016)
- Lee Runestad – drums (2013–2017)
- Brian Burkheiser – zang (2013–2025)

Tijdlijn

## Discografie
- Heart vs. Mind (2015, ep)
- Lifelines (2016)
- Trauma (2019)
- TRUE POWER (2022)

### Singles
- "Blank Space" (2014)
- "Scars" (2016)
- "Stuck in Your Head" (2016)
- "Come and Get It" (2016)
- "Alone" (2016)

## Prijzen en nominaties
- Lifelines (2016) genomineerd voor Album van het Jaar